# Timpuri Noi (metropolitana di Bucarest)
Timpuri Noi è una stazione delle linee M1 e M3 della metropolitana di Bucarest.
Nella zona della stazione della metropolitana si trovano l'Università Nicolae Titulescu e l'Università cristiana Dimitrie Cantemir nella zona del fiume Dâmbovița così come altre istituzioni educative: Scuola 81, Scuola 97, Collegio Nazionale Mihai Eminescu. Nella zona si trovano anche alcune sedi del quartiere Timpuri Noi.
Nel 1979 fu messa in funzione la prima sezione della metropolitana di Bucarest, tra le stazioni Timpuri Noi e Semănătorea (Petrache Poenaru).
Il 7 settembre 2023, il Consiglio di amministrazione di Metrorex ha votato all'unanimità per cambiare il nome della stazione della metropolitana Timpuri Noi nel nome di Octavian Udriște, essendo l'uomo che ha firmato la messa in servizio della prima sezione della metropolitana nel 1979; La direzione di Metrorex conferma che questa decisione è dovuta al fatto che il nome "Timpuri Noi" era associato all'ex piattaforma industriale Timpuri Noi, che al momento non esisteva dal 2010 quando si è trasferita nel comune di Jilava.